# Хафу
|                                                                                                 |  |
| Примеры хафу; девочка слева, полуангличанка (отец), девушка справа — имеет полуперуанские корни |  |

Хафу (яп. ハーフ хаːфу) — японское определение, обозначающее людей полуяпонского происхождения, то есть имеющих одного родителя неяпонца. Определение происходит от английского half (рус. полу- или половина), то есть полукровка. Определение появилось и стало популярным в 1970-е годы и по-прежнему пользуется наибольшей популярностью при обозначении людей полуяпонского происхождения.

## Определение
Хафу (яп. ハーフ хаːфу) — термин, обозначающий человека, имеющего одного родителя неяпонца и, как правило, рождённого в Японии и воспитанного в соответствии с японской культурой и традициями. Поэтому хафу, как правило, идентифицирует себя как японец, хотя он не обязательно должен обладать японской внешностью. Определение является нейтральным и обычно используется в японских СМИ. Японцы отмечают, что слово имеет иностранное происхождение, хотя часть населения, исповедующая лево-прогрессивные взгляды, и многие хафу считают слово неприемлемым, так как оно, по их мнению, подчёркивает неполноценность человека. Они предлагают альтернативный вариант — «дабуру», то есть двойной, как намёк на то, что человек является носителем двух культур в противовес слову «хафу», как полукровке.
До распространения термина «хафу» наибольшей популярностью пользовался термин айноко (яп. 合の子 выродок), который стал особенно распространённым после Второй мировой войны, но вскоре был запрещён из-за расистской коннотации. Термин использовался как для людей, так и для животных, и ассоциировался с бедностью, нечистотой и беззаконием. После окончания оккупации термин был официально заменён на более нейтральное понятие «конкэцудзи» (яп. 混血児, букв. «дети смешанной крови»). Но даже это слово приобрело негативный оттенок в связи с неприятием японским населением милитаризма США. В то время появляются и другие обозначения — «кокусадзи» (яп. 国際児, букв. «международные дети») и «дабуру» (яп. ダブル, от англ. double, «двойной»). Последний термин не стал популярным, так как звучал более гротескно, чем «хафу».

### Связанные определения
- Афроазиаты (также Бласиат) — люди, рождённые в паре японца и африканца/афроамериканца. Как правило, имеют курчавые волосы и медный оттенок кожи. Являются самыми явными жертвами дискриминации, оскорбительные названия — куромбо (яп. 黒んぼ, «черномазый») и хитокуи дзинсю (яп. 人食い人種, «каннибал»).
- Айноко (間の子) — человек, чей родитель, как правило, отец — не японец. Самый ранний термин, обозначающий полукровку, сегодня рассматривается как оскорбление и является синонимом «выродка». Также слово используется жителями Бразилии и Микронезии для обозначения детей, один родитель которых был японцем, так как исторически там обитали небольшие населения японских колонистов.
- Амеразийцы — люди смешанного американского и азиатского происхождения, чей отец был солдатом американской армии. Дети смешанного происхождения массово появлялись после оккупации американскими войсками Японской Империи, а позже их присутствия во Вьетнаме и Корее.
- Евразийцы — люди смешанного происхождения, от родителя азиата и европейца, в том числе и в Японии.
- Конкэцудзи (яп. 混血児) — буквально лицо смешанного происхождения, определение возникло как нейтральная альтернатива слова «Айноко», но сегодня тоже стало ругательством[16].
- Квота (яп. クォータ куо:та) — человек родителя хафу и японца, то есть его дедушка или бабушка были не японцем. Определение произошло от английского quarter (четверть), такие люди могут испытывать на себе дискриминацию, но не такую явную, как хафу.
- Дабуру — синоним хафу, считается альтернативным и набирающим популярность политкорректным термином, подразумевающим, что человек не «полукровка», а носитель «двух кровей».

## Распространение
Оценить точное количество хафу в Японии сложно, так как перепись населения учитывает не этническую принадлежность, а национальную идентичность. Примерная оценка за 2010 год показала, что каждый 30-й ребёнок в Японии был рождён в межнациональном союзе — в то время как, согласно другой статистике, от межнациональных союзов рождается каждый 18-й ребёнок в Японии и каждый 10-й — в Токио. По данным на 2013 год, 2,2 % рождённых в Японии детей имели одного родителя неяпонца. Большинство межнациональных браков в Японии совершается между японцем и женщиной из Китая, Южной Кореи, Тайваня, Филиппин, Индонезии, Малайзии, Сингапура и Таиланда.

## История
В истории Японии присутствовали люди, имеющие полуяпонское происхождение. Отношение к ним в разные периоды варьировалось от безразличия до нетерпимости и дискриминации. В период Эдо японское правительство стало продвигать националистические идеи, деля мир и общество на японское и чужое, где первое ассоциировалось с добром и порядком, а последнее — со злом. Это сказалось на отношении к полукровкам в течение следующих периодов Мэйдзи, Тайсё и особенно Сёва.
После Второй мировой войны от союза американских солдат и японок стали массово рождаться дети-полукровки, или амеразийцы. Практика дискриминации полукровок в то время была всё ещё распространена. Однако рост числа детей-полукровок заставил японское правительство пересмотреть их положение и повлиять на то, чтобы население стало относиться к ним терпимее. Ситуация усугублялась тем, что японские матери таких детей часто происходили из низших социальных слоёв японского общества. Другим, не менее негативным фактором была проводимая США политика — американских солдат предостерегали от вступления в союз с японскими женщинами, а если таковые и случались, то их резко осуждали. Это привело к тому, что многие американские солдаты до 1952 года отказывались брать на себя ответственность отцовства и бросали собственных детей. Таких детей часто бросали и собственные матери, и те становились сиротами и объектами предрассудков и дискриминации. Ещё острее дискриминацию чувствовали на себе дети, рождённые от солдат-афроамериканцев. Им был ограничен доступ к государственным услугам, в частности школам. Если полукровка и попадал в школу, то становился жертвой постоянных оскорблений, ему давали унизительные прозвищ, — такие, как, например, гайдзин (яп. 外人 «чужак»), куромбо (яп. 黒んぼ «черномазый»), хитокуи дзинсю (яп. 人食い人種 «каннибал»). Неравенство затрагивало и работу, полукровкам фактически были доступны лишь грязные и низкооплачиваемые работы.
Ситуация резко изменилась на фоне так называемого бума полукровок (яп. 混血ブーム конкэцу бу:му), когда в индустрии развлечений стало модным использование людей смешанного, японского и белого американского происхождения. Амеразийцы представляли различные модельные агентства, входили в состав музыкальных групп. Одна из их — Golden Half, состояла только из амеразиек. С этого момента в Японии хафу массово появлялись в среде музыкантов, моделей, звёзд спорта, актёров, телеведущих и т.д.. Тогда-то и появилось определение «хафу», и вместе с ним современные стереотипы о них.
Несмотря на моду на хафу в индустрии развлечений, большинство из них по-прежнему сталкивались с дискриминацией и трудностями в социальной сфере. Из-за того, что модели-амеразийки были самыми востребованными в эротических или порнографических журналах, у японцев сформировалось стереотипное представление о хафу как о людях сентиментальных и ведущих беспорядочную половую жизнь, в противовес «скромным и сдержанным японцам». Из-за этого многим хафу было сложно найти постоянного партнёра, так как многие японцы, будучи уверены, что хафу, склонные к изменам, не могут быть достойными партнёрами, или же просто руководствуясь расистскими настроениями, сознательно отказывались строить с ними отношения. Подобные проблемы встречаются в Японии и по сей день — хафу по-прежнему сложнее найти вторую половину, чем чистокровному японцу или японке.
В 2000-е годы наметилась новая тенденция — дети от союза японцев и европейцев или белых американцев уже рождались в семьях, в социальном плане выше среднего класса. Они учатся, как правило, в частных или международных школах, где случаи дискриминации встречаются гораздо реже, чем в обычных. В таких школах дети обычно могут обучаться и на языке одного из родителей и изучать его культуру. Тем не менее хафу, имеющие родителя из бедных восточных стран, принадлежат к семьям низкого социального ранга и ощущают на себе дискриминацию гораздо острее.

## Проблема ассимиляции и дискриминация
Хафу, как и другие жители Японии, имеющие иностранное происхождение, сталкиваются с дискриминацией или иными социальными проблемами, вызванными тем, что многие японцы по-прежнему подозрительно или враждебно относятся ко всем иностранцам. Японский менталитет строится на гордости этно-культурной и расовой однородности; они воспринимают хафу как аномалию, не признают их японцами и обращаются с ними как с иностранцами, даже если те не знают другой культуры или языка; в Японии даже в быту распространено понятие кокусэки фумэй (яп. 国籍不明, «лицо без национальности»). В 1975 году в Японии вышел роман «Испытание человека», рассказывающий о том, как известная модельерша убивает собственного сына-полунегра в страхе испортить репутацию, если об этом узнает общественность. Роман стал сенсацией, так как затронул тему, которую было приняло замалчивать. Ещё во второй половине XX века хафу испытывали большие сложности с трудоустройством и поиском пары.
Отношение к хафу в японском обществе сильно разнится в зависимости от происхождения одного из родителей. Например, полуевропеоидное происхождение считается престижным, и такие хафу очень широко представлены среди знаменитостей. Из-за этого у японского населения формируется стереотип о хафу как о красивом человеке, имеющем частично «европейскую внешность» и в совершенстве владеющем двумя языками, — хотя три четверти всех интернациональных браков заключается с представителями других азиатских стран, в частности Китая, Южной Кореи и Филиппин.
Многие хафу, имеющие нетипичную для японцев внешность, особенно смуглый оттенок кожи, сталкиваются в школах с повышенным вниманием, издевательствами или остракизмом, японцы склонны видеть в них иностранцев и общаться соответственно, даже если первые в совершенстве владеют японским языком и идентифицируют себя с японской нацией. В результате многие хафу сталкиваются с кризисом самоидентификации и даже проявляют повышенный интерес к культуре родителя-иностранца, а в крайних случаях уезжают на родину родителя. Хафу, имеющие полукитайское или корейское происхождение, не обладают внешними признаками, выдающими в них смешанное происхождение, и стараются скрывать его от остальных. Часто в школах они скрывают знание второго языка или просят родителя не говорить на нём в школе во избежание неприятностей. Многие хафу имеют трудности с регистрацией и гражданством.
Несмотря на дискриминацию, положение хафу улучшается на фоне постепенных пересмотров ценностей среди японцев в пользу терпимости и открытости остальному миру. В связи с этим всё большей популярностью пользуется термин «дабуру», то есть «двойной», как намёк на то, что человек является носителем двух культур.

## Известные хафу

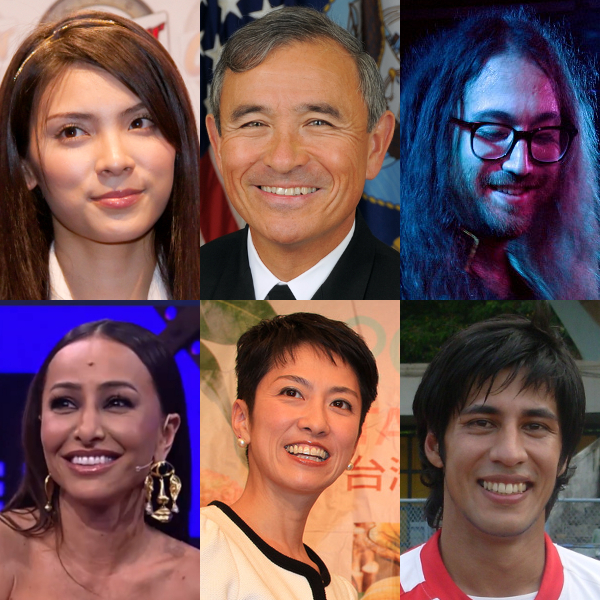
Саяка Акимото, Гарри Харрис младший, Шон Леннон, Сабрина Сато, Рэнхо, Арата Идзуми

- Наоми Осака
- Анджела Аки
- Анна Цутия
- Арата Идзуми
- Ариана Миямото
- Асука Кембридж
- Готоку Сакаи
- Джеро
- Джордж Миллер
- Ирина Хакамада
- Иппэй Синодзука
- Исаму Ногути
- Кико Мидзухара
- Кристел Такигава
- Лиото Мачида
- Майк Шинода
- Мария Одзава
- Масю Бейкер
- Мэгуми Накадзима
- Мэтью Киити Хифи
- Рэнхо Мурата
- Саяка Акимото
- Стефан Исидзаки
- Тайхо Коки
- Шон Леннон
- Эрика Савадзири
- Ю Сирота
- Ю Дарвиш
- Давид Сильва
- Саймон Фудзивара

## Хафу в популярной культуре
- Айя Бреа из видеоигры Parasite Eve
- Дзётаро Кудзё, Дзёскэ Хигасиката и Джорно Джованна из JoJo’s Bizarre Adventure. Дочь Дзётаро, Джолин Кудзё — квота.
- Казухира Миллер из Metal Gear
- Каллен Стадтфилд из аниме Code Geass
- Сэнтаро Кавабути из манги и аниме Kids on the Slope
- Такуми Усуи из манги и аниме «Староста-горничная»
- Ира Гамагори из манги и аниме Kill la Kill
- Цунаёси Савада из Reborn!
- Транкс из Dragon Ball
- Хайба Лев из Haikyuu!!
- О-Рэн Ишии из «Убить Билла»
- Сэцука из Soulcalibur
- Кэйити «Клод» Акэми из Yarichin Bitch Club
- Ясутору «Чад» Садо из «Блич»
- Самуил «Сэм» Амано из Codename: Sailor V
- Мику Хацунэ из визуального романа «Бесконечное лето»
- Сильфинфорд Татибана из аниме и манги Himouto! Umaru-chan
- Рупа из Girls Band Cry[англ.]

## Комментарии
1. ↑   Айноко имеет широкое понятие, может обозначать метиса, чужого, выродка, бастарда, урода итд.
2. ↑  Амеразицы — люди, рождённые от союза американского солдата и японской женщины. Фактически являются первым поколением хафу и от того стереотипным в современном японском обществе